# Federico (patriarca di Aquileia)
Federico (... – 23 febbraio 922) è stato il Patriarca di Aquileia dal 901 al 922.
Di probabile origine slava, fu Patriarca durante un periodo con numerose incursioni degli Ungari. Dato la contemporanea inazione dei marchesi del Friuli, Federico si incaricò in prima persona di organizzare le difese contro il nemico, accrescendo in tal modo il prestigio del Patriarcato ed acquisendo nuovi castelli e nuove terre.